# لارس بيرجيندال
لارس بيرجيندال (بالنرويجية: Lars Bergendahl)‏ (و. 1909 – 1997 م) متزلج نرويجي، توفي عن عمر يناهز 88 عاماً.

## جوائز
حصل على جوائز منها:
- Beerhound of the Year  [لغات أخرى]‏ (1976)
- ميدالية هولمنكولن [الإنجليزية]‏ (1939)
- ميدالية افتنبوستن الذهبية [الإنجليزية]‏ (1939).

## روابط خارجية
- لارس بيرجيندال على موقع الاتحاد الدولي للتزلج (التزلج الريفي) (الإنجليزية)